# Arzengio
Arzengio è una frazione del comune italiano di Pontremoli, nella provincia di Massa-Carrara.

## Storia
Il borgo di Arzengio risale all'età antica, come dimostra il toponimo di provenienza romana: il nome rimanda infatti ad arx, roccaforte. Si ritiene che questa località, così come la vicina Arzelato, fosse sede di una fortezza per il controllo della vallata, in seguito alla vittoria romana sui Liguri Apuani.

## Monumenti e luoghi d'interesse
Ad Arzengio è presente la chiesa parrocchiale che è dedicata a San Basilide di stile classico, è stata costruita nel 1931 sull'antica chiesa demolita perché fatiscente.

## Società

### Tradizioni e folclore
- San Basilide
- Madonna dell'Assunta (della Crocetta)